# Luis Miguel de la Rosa
Luis Miguel de la Rosa (9 de noviembre de 1965), conocido como Magoo De la Rosa, es un surfista peruano. Fue Campeón nacional en 1983, 1990, 1992, 1993, 1997, 1999 y 2001. El título más importante de su carrera fue la consecución del Título Mundial Master del 2007, en Puerto Rico. Fue entrenador de las surfistas Sofía Mulánovich y Analí Gómez.